# Roberto Santamaría Ciprián
Roberto Santamaría Ciprián (Pamplona, Navarra, 27 de febrer de 1985) és un futbolista navarrès que juga com a porter i actualment forma part de la plantilla del CD Tudelano.

## Trajectòria
Jugador del planter de l'Osasuna, va ser traspassat l'estiu de 2006 a la UD Las Palmas, on va jugar com a porter del filial, fins que la temporada 2007/2008 aconseguí la titularitat al primer equip, arran d'una lesió soferta pel seu company Ignacio Carlos González.
En el seu primer partit com a titular a Segona va parar un penal en el minut 99 de joc a Canobbio, jugador del Celta, després que es repetís, a instàncies del col·legiat. Gràcies a això, la UD Las Palmas va guanyar per 1-0 a l'Estadi de Gran Canària, en un partit molt polèmic, el 23 de febrer de 2008.
La seva última temporada al conjunt canari no va estar exempta de polèmica. El porter va demanar en repetides ocasions desvincular-se del club groc a final de temporada, al·legant problemes personals. Segons el porter, la falta d'adaptació de la seva família a l'illa, provocant repetits atacs d'ansietat en la seva dona, li van fer prendre la decisió d'abandonar el club en acabar la temporada. Tot això va produir un gran conflicte entre jugador, club i afició.
Finalment, l'estiu de 2009, és cedit per un any al Màlaga CF, de la Primera Divisió espanyola, equip on havia militat el seu oncle Roberto Santamaría Calavia. Durant la seva estada al conjunt malagueny, no va disposar d'oportunitats de jugar a causa de la tardança de la seva arribada i al bon moment del seu company Gustavo Munúa. Malgrat la seva falta d'oportunitats va aconseguir la titularitat en alguns partits de Copa del Rei. A final de temporada, va tornar a UD Las Palmas, amb la qual va rescindir contracte l'11 d'agost de 2010. El mateix dia es va confirmar el seu fitxatge pel Girona FC, de Segona Divisió.
El 5 juliol de 2012, la SD Ponferradina fa oficial el seu fitxatge per a la temporada 2012/13. El 12 de juliol de 2014 abandona la SD Ponferradina, per posteriorment fitxar per l'Osasuna, club en el qual es va formar.
Després d'un sol any a Pamplona torna a la Ponfe, club que perd la categoria.
El 5 de juliol de 2016 es confirma el seu fitxatge pel RCD Mallorca. El juliol de 2017 va fitxar pel CF Reus Deportiu. Al mercat d'hivern de 2018 va fitxar fins al final de temporada per l'Osca.
El juny de 2018 va renovar el contracte amb l'Osca una altra temporada.
El 27 de novembre de 2019, Santamaría fou cedit al Rayo Vallecano de segona divisió, fins al final de la temporada 2019-20. El següent 1 de setembre, va signar contracte per un any amb la UD Logroñés, també de segona.
Santamaría va signar per la SD Amorebieta acabada d'ascendir a segona el 13 de juliol del 2021.

## Vida personal
El seu tiet Roberto Santamaría Calavia, també fou porter de futbol, que va jugar amb l'Osasuna i el Málaga, els 80s/90s.
El seu germà, Mikel, també es va formar a l'Osasuna.